# Пауло Регула
Пауло Роберто да Коща Регула (на португалски: Paulo Roberto da Costa Regula е португалски футболист, бивш състезател на Литекс Ловеч, играе като плеймейкър.
Започва да тренира футбол в школата на Спортинг Лисабон през 1998 г. През 2002 г. на 13-годишна възраст се мести в школата на Витория Сетубал. През сезон 2008-09 започва да тренира с първия отбор, официалният му дебют в португалската лига е на 24 януари 2009 г. за домакинската загуба с 0-1 срещу отбора на Навал. На 28 февруари 2010 г. отбелязва първият си гол при загубата с 5-3 от Пасош де Ферейра.
През лятото на 2011 г. е пред трансфер в италианския Катания, но до договор не се стига.
От 22 февруари 2015 г. е състезател на Литекс. След края на сезона договорът му за преотстъпване изтича и Регула се прибира в Родината си.